# عباس شفیعی
عبّاس شفیعی (۳ مهر ۱۳۱۶ – ۲۶ خرداد ۱۳۹۵) داروساز، شیمی‌دان، استاد دانشگاه و ملقب به پدر داروسازی نوین ایران بود. وی استاد دانشکدهٔ داروسازی دانشگاه علوم پزشکی تهران، رئیس سابق دانشکدهٔ داروسازی (از ۱۳۶۵ تا ۱۳۸۸)، رئیس مرکز تحقیقات علوم دارویی (از سال ۱۳۸۲) و یک چهرهٔ ماندگار علم پزشکی ایران بود.

## زندگی
عبّاس شفیعی در ۳ مهر ۱۳۱۶ در خانواده‌ای مذهبی در جنوب تهران چشم به جهان گشود. او تحصیلات خود را در دبستان ترقی آغاز نمود. دورهٔ دبیرستان را در دبیرستان‌های بدر و دارالفنون گذراند و در سال ۱۳۳۶ وارد دانشکدهٔ داروسازی دانشگاه تهران شد. در سال ۱۳۴۱ دکترای عمومی داروسازی را دریافت کرد. او سپس برای تحصیلات تکمیلی به آمریکا رفت و کارشناسی ارشد شیمی و دکترای تخصصی علوم دارویی را در دانشگاه کلمبیا گرفت. وی در سال ۱۳۴۷ از دانشگاه شیکاگو فوق دکترای شیمی گرفت.
عباس شفیعی پس از تحصیلات به ایران بازگشت و در سال ۱۳۴۹ در دانشکدهٔ داروسازی دانشگاه تهران استخدام شد و به تدریس و پژوهش مشغول شد.
در دوران جنگ ایران و عراق، پس از آغاز حملات شیمیایی عراق، او به مطالعه و آزمایش بر روی این گازهای شیمیایی و راه خنثی‌سازی آن‌ها پرداخت.

### درگذشت
عباس شفیعی هنگام نماز ظهر به دنبال خونریزی مغزی ناشی از فشار خون بالا به بیمارستان بهمن منتقل گشت. اما پس از عمل جراحی دچار عفونت پس از جراحی شد و به کما رفت و سرانجام در ۲۶ خرداد ۱۳۹۵ در سن ۷۹ سالگی هنگام اذان ظهر در تهران چشم از جهان فروبست.

## جوایز و افتخارات
عباس شفیعی موفق به دریافت جوایز و عناوین علمی متعددی گشته‌است که از آن جمله می‌توان به موارد زیر اشاره کرد:
- برندهٔ جایزهٔ اول طرح‌های تحقیقاتی از وزارت فرهنگ و آموزش عالی در چند سال متوالی
- مدال درجه دوم تحقیق ۱۳۵۶
- نشان درجه دوم فرهنگ ۱۳۵۶
- برندهٔ جایزهٔ اول تحقیقات ۱۳۶۶
- استاد نمونهٔ دانشگاه تهران ۱۳۶۸
- داروساز برجسته و نمونه ۱۳۶۸
- برندهٔ جایزهٔ اول بهترین مقاله در کنگرهٔ شیمی دانشگاه شهید بهشتی ۱۳۶۹
- برندهٔ جایزهٔ استاد نمونهٔ دانشگاه علوم پزشکی سال ۱۳۷۲
- شیمی‌دان برجستهٔ سال ۱۳۷۴
- دریافت لوح تقدیر جمهوری اسلامی ایران برای تألیف کتاب کروماتوگرافی و طیف‌سنجی
- برندهٔ جایزهٔ اول کتاب سال ۷۴ برای کتاب کروماتوگرافی و طیف‌سنجی از وزارت ارشاد اسلامی
- دریافت لوح تقدیر جمهوری اسلامی ایران برای تألیف کتاب دارودرمانی
- برندهٔ جایزهٔ اولین دورهٔ جایزهٔ کتاب فصل بهار کتاب سال ۱۳۸۶ برای کتاب دارودرمانی از وزارت ارشاد اسلامی
- دریافت لوح تقدیر جمهوری اسلامی ایران برای تألیف کتاب راهنمای اصول تجویز داروها با رویکرد داروهای روان‌پزشکی (کتاب راهنمای تجویز داروهای سایکوفارماکوتراپی کتابچه راهنمای عملی)
- برندهٔ جایزهٔ دومین دورهٔ جایزهٔ کتاب فصل تابستان، کتاب راهنمای اصول تجویز داروها با رویکرد داروهای روان‌پزشکی (کتاب راهنمای تجویز داروهای سایکوفارماکوتراپی کتابچهٔ راهنمای عملی) سال ۱۳۸۶ از وزارت ارشاد اسلامی
- برگزیدهٔ معاونت پژوهشی وزارت بهداشت درمان و آموزش پزشکی
- برندهٔ جایزهٔ اول جشنوارهٔ رازی سال ۱۳۷۶
- دریافت دکترای افتخاری علوم از دانشگاه کلمبو – سری‌لانکا سال ۱۹۹۸
- مشاور سازمان جهانی بهداشت در کنوانسیون بین‌المللی منع جنگ‌افزارهای شیمیایی (۲۰۰۴–۱۹۹۸)
- برندهٔ جایزهٔ کتاب برگزیدهٔ سال ۱۳۷۷ دانشگاه تهران (شیمی دارویی کرول کواس)
- نشان درجه دوم پژوهش ۱۳۷۸
- برندهٔ جایزهٔ کتاب سال جمهوری اسلامی ایران ڟ۱۳۷۸ (برای ترجمهٔ کتاب شیمی دارویی کرول ڟضکواس)
- استاد نمونهٔ سال ۱۳۸۱ از طرف انجمن متخصصین علوم دارویی ایران
- انتخاب به عنوان پیشکسوت شیمی دارویی (از طرف وزارت بهداشت) ۱۳۸۴
- برندهٔ جایزهٔ اول جشنواره رازی ۱۳۸۴
- جایزهٔ اول جشنوارهٔ رازی در علوم دارویی ۱۳۹۰
- جایزهٔ علامه طباطبایی بنیاد ملی نخبگان (به‌عنوان استاد و محقق برجسته) سال ۱۳۹۰
- برندهٔ جایزهٔ البرز ۱۳۹۳
- انتخاب در فهرست یک‌درصد دانشمندان برتر جهان سال ۲۰۱۵ توسط وب آو ساینس

او همچنین به پاس زحمات و تلاش‌های علمی، در چهارمین دورهٔ همایش چهره‌های ماندگار در سال ۱۳۸۳ به عنوان چهرهٔ ماندگار علم پزشکی انتخاب شد.

### نوشته به فارسی
- کروماتوگرافی و طیف‌سنجی، انتشارات دانشگاه تهران، ۱۳۷۳.
- آنتی‌بیوتیک‌ها، انتشارات دانشگاه تهران، ۱۳۷۱.
- آسم، مرکز نشر دانشگاهی، ۱۳۸۲.
- مقدمه‌ای بر مکانیسم واکنش‌های شیمی آلی، انتشارات دانشگاه تهران، ۱۳۵۴.
- راهنمای جهانگیری برای تجویز درست داروهای اعصاب و روان: کتابچهٔ راهنمای کاربردی انگلیسی - نسخهٔ فارسی؛ حمیده جهانگیری، علیرضا نوروزی، عباس شفیعی، انتشارات دانشگاهی لپ لمبرت، آلمان (۲۰۱۸).[۴]
- فرهنگ لغت پزشکی جهانگیری، انگلیسی - فارسی جلد ۴ (دارودرمانی)؛ حمیده جهانگیری، علیرضا نوروزی، عباس شفیعی؛ انتشارات دانشگاهی لپ لمبرت، آلمان (۲۰۱۸)[۵]

### نوشته به انگلیسی
- Jahangiri's Guide to Good Psychopharmacology Prescribing: A Practical Manual English - Persian Edition; LAP LAMBERT Academic Publishing, Germany (2018-05-04). Hamideh Jahangiri, Alireza Norouzi, Abbass Shafiee. ISBN 978-613-8-38586-8.
- Jahangiri's Medical Dictionary, English- Persian Volume 4 (Pharmacotherapy), LAP LAMBERT Academic .Publishing, Germany (2018-02-16). Hamideh Jahangiri, Alireza Norouzi, Abbass Shafiee. ISBN 978-613-7-38206-6.

### ترجمه
- فراهمی داروها در مایعات زیستی، ۱۳۷۱.
- مبادی آنتی‌بیوتیک‌ها، انتشارات دانشگاه تهران ۱۳۶۳.
- شیمی دارویی کرول کواس، انتشارات دانشگاه تهران، ۱۳۷۷.
- شیمی هتروسیکل گیل کریس، انتشارات دانشگاه تهران، ۱۳۸۰.